# Il bosco animato
Il bosco animato (El bosque animado) è un film del 1987 diretto da José Luis Cuerda.

## Riconoscimenti
- 1988 - European Film Awards
  - Candidatura al miglior film
  - Candidatura al miglior attore ad Alfredo Landa
- 1989 - Fantasporto
  - Miglior regista a José Luis Cuerda
  - Candidatura al miglior film
- Festival internazionale del cinema di San Sebastián
  - 1987 - Premio OCIC - Menzione d'onore a José Luis Cuerda
- Fotogramas de Plata
  - Candidatura al miglior attore cinematografico ad Alfredo Landa
- 1988 - Premio Goya
  - Miglior film
  - Miglior attore protagonista ad Alfredo Landa
  - Migliore sceneggiatura a Rafael Azcona
  - Migliori costumi a Javier Artiñano
  - Miglior colonna sonora a  José Nieto
  - Candidatura al progetto di produzione a Félix Murcia
  - Candidatura al miglior sonoro a Bernardo Menz ed Enrique Molinero
  - Candidatura alla miglior fotografia a Javier Aguirresarobe